# Shark Night
Shark Night is een Amerikaanse horrorthriller uit 2011. Hij behoort tot het subgenre van de zogenaamde killer sharkfilms. Het was de laatste film van regisseur David R. Ellis voor diens overlijden in 2013. Sara Paxton en Dustin Milligan vertolken de hoofdrollen.
De film werd op negatieve kritieken ontvangen, met scores van 17% bij Rotten Tomatoes, 22% bij Metacritic en 39% bij IMDB.

## Verhaal
Zeven studenten gaan op vakantie naar het afgelegen buitenverblijf van Sara's ouders, gelegen aan een groot zoutwatermeer. Nadat Malik in het meer een arm verliest en Nick een haai ziet willen ze Malik met de boot naar het ziekenhuis brengen. Ze worden echter aangevallen door een haai en de boot raakt vernield. Maya valt daarbij overboord en wordt gedood. Twee lokale bewoners, waaronder Sara's ex-vriend Dennis, komen toevallig langs en willen helpen door de politie te waarschuwen. Beth en Gorden gaan mee, maar onderweg stoppen ze, overmeesteren het tweetal en voeren ze aan de haaien die ze naar eigen zeggen zelf in het meer hebben uitgezet. Intussen wil Malik Maya wreken en slaagt erin een hamerhaai te doden. Daardoor beseffen ze dat er meerdere haaien in het meer zitten. Maliks toestand is nog verder verslechtert, en Blake besluit hem per waterscooter weg te brengen. Onderweg worden ze beiden door haaien gedood. Intussen komt ook de sheriff hulp bieden, maar hij neemt Nick gevangen terwijl Dennis Sara meeneemt. De sheriff onthult dat ze mensen voeren aan haaien om vervolgens geld te slaan uit de beelden. Nick kan zich echter losmaken en brand stichten, waardoor de sheriff in het water sukkelt en wordt verslonden. Sara zit inmiddels opgesloten in een haaienkooi. Nick komt haar echter redden en dood Dennis' medeplichtige. Ze belanden alle drie in het water, waar Dennis na een gevecht door een haai wordt gedood. Nick kan Sara nog net op tijd bovenhalen en reanimeren.

## Rolbezetting

### Protagonisten
- Sara Paxton als Sara Palski.
- Dustin Milligan als Nick LaDuca.
- Katharine McPhee als Beth.
- Chris Zylka als Blake Hammond.
- Joel David Moore als Gordon.
- Sinqua Walls als Malik.
- Alyssa Diaz als Maya, Maliks vriendin.

### Antagonisten
- Chris Carmack als Dennis Crim, Sara's ex-vriend.
- Joshua Leonard als Red.
- Donal Logue als Greg Sabin, de sheriff.